# Rubia

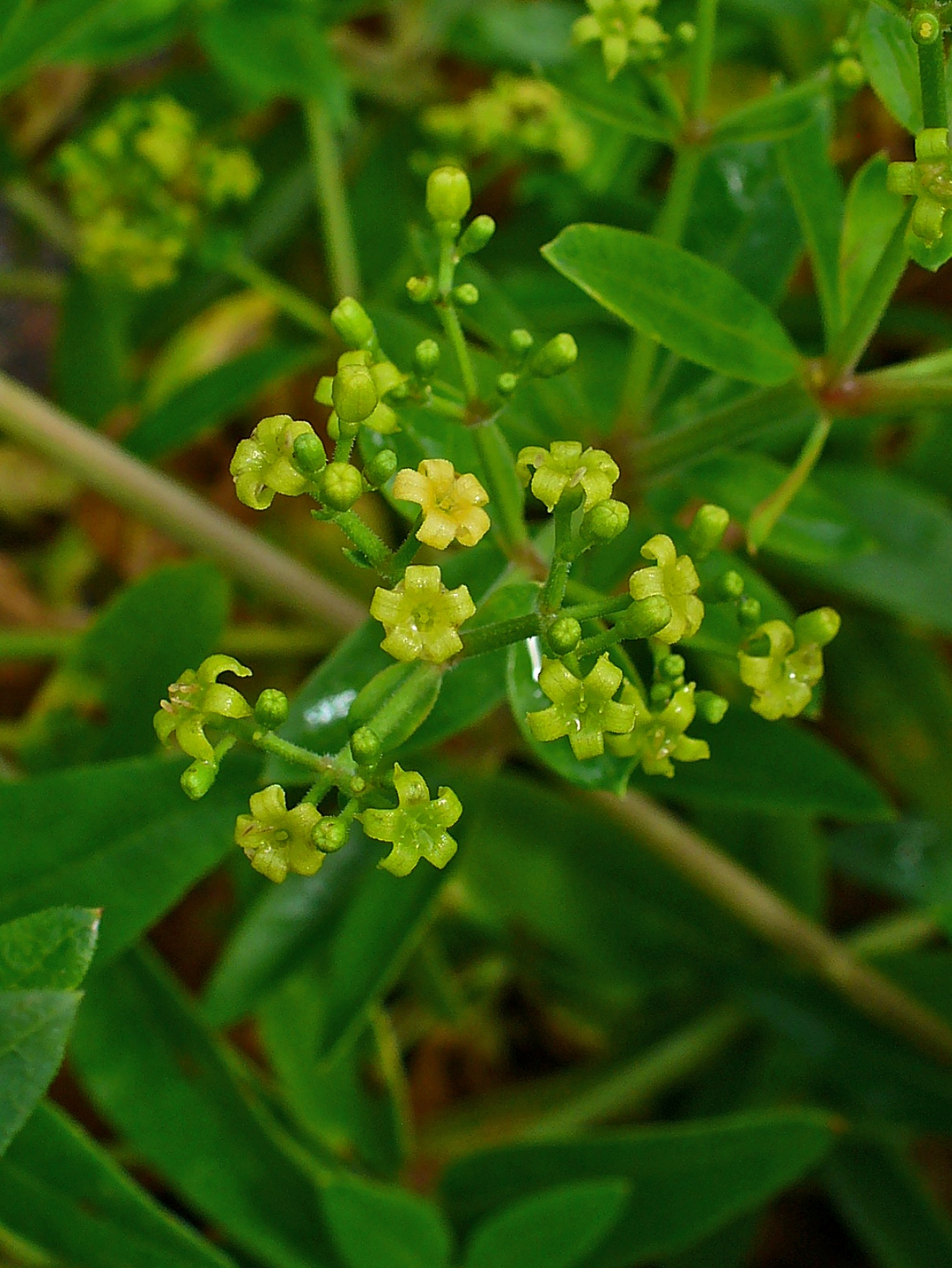
Rubia tinctorum.

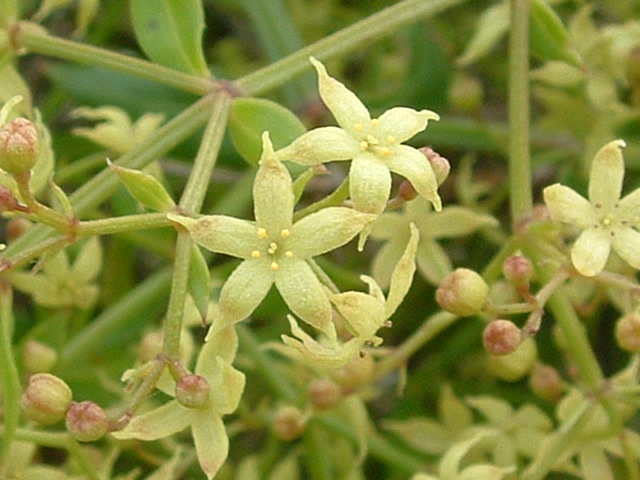
Rubia peregrina.

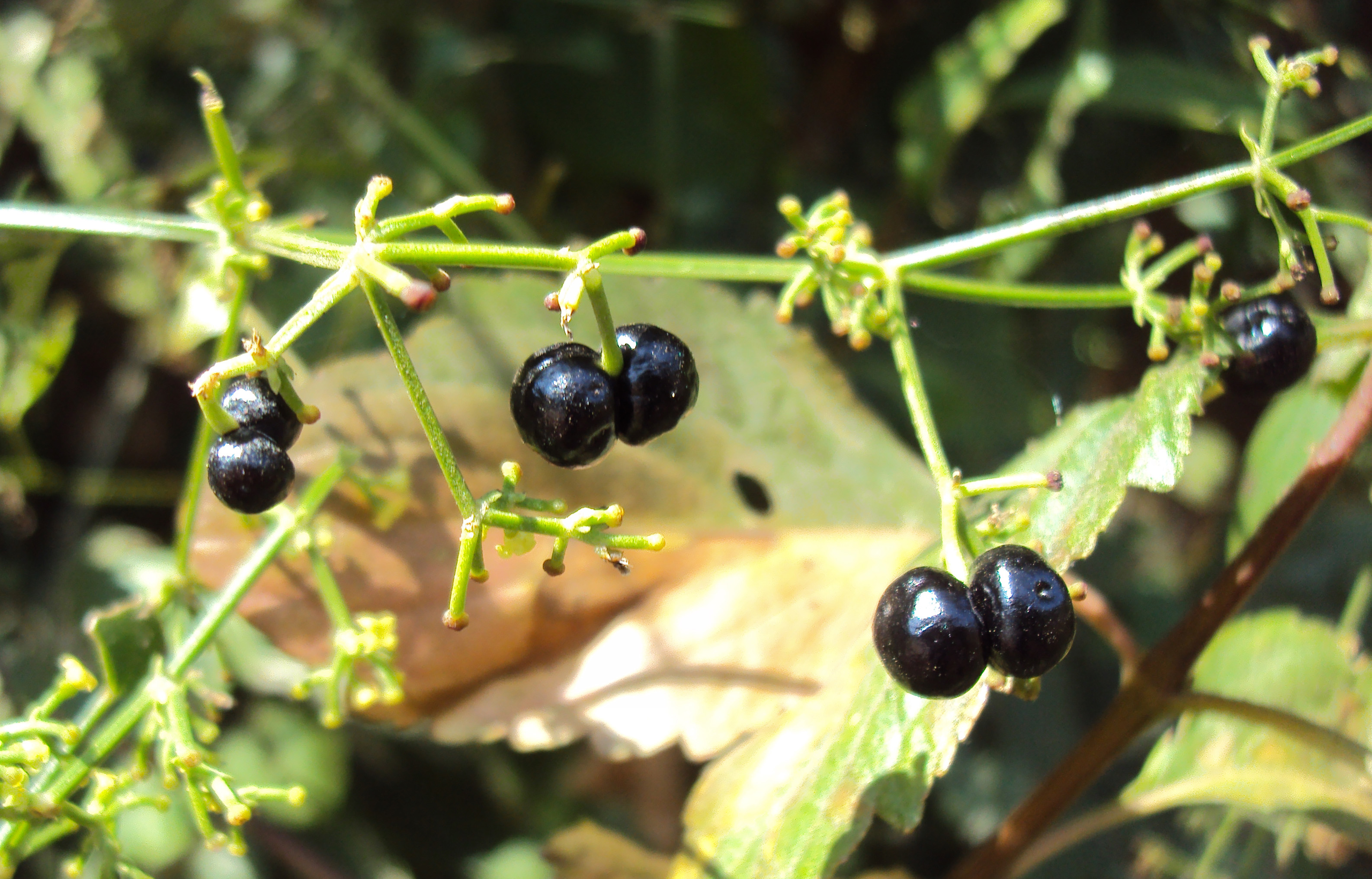
Frutos de Rubia cordifolia.

Rubia L. é um género plantas com flor pertencente à família das Rubiaceae, com distribuição natural nas regiões temperadas do Paleártico, que agrupa cerca de 80 espécies de herbáceas e de subarbustos, sempre perenifólias e geralmente trepadoras. As espécies mais conhecidas são Rubia tinctorum, Rubia peregrina e Rubia cordifolia, todas com uso em tinturaria tradicional como fontes de tons de vermelho.

## Descrição
Os membros do género Rubia são espécies de plantas herbáceas ou subarbustos trepadores que alcançam até 1,5 m de altura, com folhas perenes de 5–10 cm de comprimento e 2–3 cm de largura. As flores, que ocorrem em conjuntos de 4-7, em torno de um caule central, são pequenas, de 3–5 mm de diâmetro, de coloração amarelada pálida, agrupadas em densos rácimos. Florescem em junho-agosto.
O fruto é uma pequena drupa, negra brilhante quando madura. A dispersão é zoocórica, essencialmente feita pelas aves.

## Usos
As espécies tintureiras do género Rubia foram uma fonte economicamente importante de pigmento vermelho utilizado no tingimento de têxteis em múltiplas regiões da Ásia, Europa e Norte de África. Em consequência, a etimologia do nome genérico Rubia deriva do latim ruber, significando "rubro" ou "vermelho".
A capacidade colorante das espécie do género Rubia resultam da presença nas raízes de um composto do grupo dos antracenos conhecido por alizarina, o qual dá origem ao pigmento tintureiro conhecido pelo nome comercial de rosa de garança ou alizarina. Era também um corante, especialmente para tintas, referido por laca de garança, cuja produção cessou quase por completo após a introdução no mercado de alizarina sintética.
Várias espécies de Rubia, entre as quais Rubia tinctorum na Europa, Rubia cordifolia na Índia e Rubia argyi no leste da Ásia, foram extensivamente cultivadas desde a antiguidade até meados do século XIX para produção de alizarina. Tecidos tingidos com este pigmento foram encontrados em múmias do Antigo Egipto e o corante era conhecido por ereuthedanon (ἐρευθέδανον) e usado para dar cor às vestes das mulheres da Antiga Líbia nos tempos de Heródoto. Era o erythrodanon (ἐρυθρόδανον) mencionado por Dioscórides, que escreveu sobre o seu cultivo na Cária, e por Hipócrates. O pigmento é designado por Rubia por Plínio, o Velho.
A espécie R. tinctorum foi muito cultivada no sul da Europa, especialmente na França, onde era conhecida por garance, e nos Países Baixos. Embora com menor uso, esta espécie foi também cultivada nos Estados Unidos. Na fase inicial da Revolução Industrial grandes quantidades do pigmento eram importadas para Inglaterra a partir dos portos de Smyrna, Trieste, Livorno e de outras cidades do Mediterrâneo. O cultivo decresceu após ter sido descoberta a síntese da alizarina artificial.
As espécies de Rubia eram também utilizados como planta medicinal em diversas antigas civilizações, subsistindo esse uso na Europa até ao final da Idade Média. John Gerard, em 1597, escreveu que essas plantas eram cultivadas em muitos jardins daquele tempo, e descreveu as suas muitas supostas virtudes terapêuticas. Contudo, à luz da moderna medicina, não são reconhecidas quaisquer efeitos farmacológicos ou terapêuticos a qualquer das espécies do género.
O efeito fisiológico mais notável que se conhece da alizarina é o de colorir de vermelho os ossos dos animais cujos alimentos a contenham, o que abrange as garras, unhas e bicos das aves. Este efeito resulta da afinidade química do fosfato de cálcio pelo corante. Esta propriedade foi usada por fisiologistas para estudar o desenvolvimento dos ossos e as funções dos vários tipos de células envolvidos no crescimento das estruturas ósseas.

## Taxonomia
O género foi descrito por Carolus Linnaeus e publicado em Species Plantarum 1: 109. 1753. A espécie tipo é Rubia tinctorum L.

## Espécies
O género Rubia inclui as seguintes espécies:
- Rubia agostinhoi Dans. & P.Silva
- Rubia aitchisonii Deb & Malick
- Rubia alaica Pachom.
- Rubia alata Wall.
- Rubia albicaulis Boiss.
- Rubia angustisissima Wall. ex G.Don
- Rubia argyi (H.Lév. & Vaniot) Hara ex Lauener
- Rubia atropurpurea Decne.
- Rubia balearica (Willk.) Porta
- Rubia caramanica Bornm.
- Rubia charifolia Wall. ex G.Don
- Rubia chinensis Regel & Maack
- Rubia chitralensis Ehrend.
- Rubia clematidifolia Blume ex Decne.
- Rubia cordifolia L.
- Rubia crassipes Collett & Hemsl.
- Rubia cretacea Pojark.
- Rubia danaensis Danin
- Rubia davisiana Ehrend.
- Rubia deserticola Pojark.
- Rubia discolor Turcz.
- Rubia dolichophylla Schrenk
- Rubia edgeworthii Hook.f.
- Rubia falciformis H.S.Lo
- Rubia filiformis F.C.How ex H.S.Lo
- Rubia florida Boiss.
- Rubia fruticosa Aiton
- Rubia garrettii Craib
- Rubia gedrosiaca Bornm.
- Rubia haematantha Ary Shaw
- Rubia hexaphylla (Makino) Makino
- Rubia himalayensis Klotzsch
- Rubia hispidicaulis D.G.Long
- Rubia horrida (Thunb.) Puff
- Rubia infundibularis Hemsl. & Lace
- Rubia jesoensis (Miq.) Miyabe & Kudo
- Rubia komarovii Pojark.
- Rubia krascheninnikovii Pojark.
- Rubia laevissima Tschern.
- Rubia latipetala H.S.Lo
- Rubia laurae (Holmboe) Airy Shaw
- Rubia laxiflora Gontsch.
- Rubia linii J.M.Chao
- Rubia magna P.G.Xiao
- Rubia mandersii Collett & Hemsl.
- Rubia manjith Roxb. ex Fleming
- Rubia maymanensis Ehrend. & Schönb.-Tem.
- Rubia membranacea Diels
- Rubia oncotricha Hand.-Mazz.
- Rubia oppositifolia Griff.
- Rubia ovatifolia Z.Ying Zhang ex Q.Lin
- Rubia pallida Diels
- Rubia pauciflora Boiss.
- Rubia pavlovii Bajtenov & Myrz.
- Rubia peregrina L.
- Rubia petiolaris DC.
- Rubia philippinensis Elmer
- Rubia podantha Diels
- Rubia polyphlebia H.S.Lo
- Rubia pterygocaulis H.S.Lo
- Rubia rechingeri Ehrend.
- Rubia regelii Pojark.
- Rubia rezniczenkoana Litv.
- Rubia rigidifolia Pojark.
- Rubia rotundifolia Banks & Sol.
- Rubia salicifolia H.S.Lo
- Rubia schugnanica B.Fedtsch. ex Pojark.
- Rubia schumanniana E.Pritz.
- Rubia siamensis Craib
- Rubia sikkimensis Kurz
- Rubia sylvatica (Maxim.) Nakai
- Rubia syrticola Miq.
- Rubia tatarica (Trevir.) F.Schmidt
- Rubia tenuifolia d'Urv.
- Rubia tenuissima ined.
- Rubia thunbergii DC.
- Rubia tibetica Hook.f.
- Rubia tinctorum L. ("garança" ou "granza")
- Rubia transcaucasica Grossh.
- Rubia trichocarpa H.S.Lo
- Rubia truppeliana Loes.
- Rubia wallichiana Decne.
- Rubia yunnanensis (Franch ex Diels) Diels

- Ver a lista completa de espécies de Rubia.

## Classificação lineana do género
| Sistema | Classificação                      | Referência               |
| ------- | ---------------------------------- | ------------------------ |
| Linné   | Classe Tetrandria, ordem Monogynia | Species plantarum (1753) |